# Jean Moulin

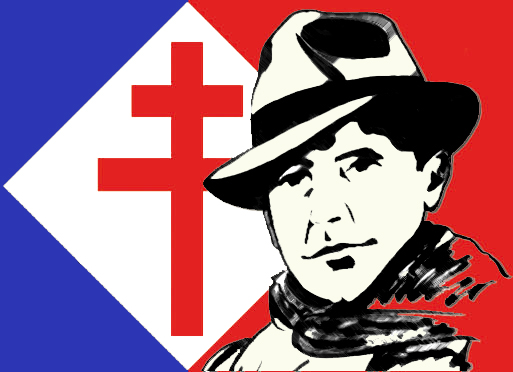
Hoofd van Moulin in de Franse verzetsvlag

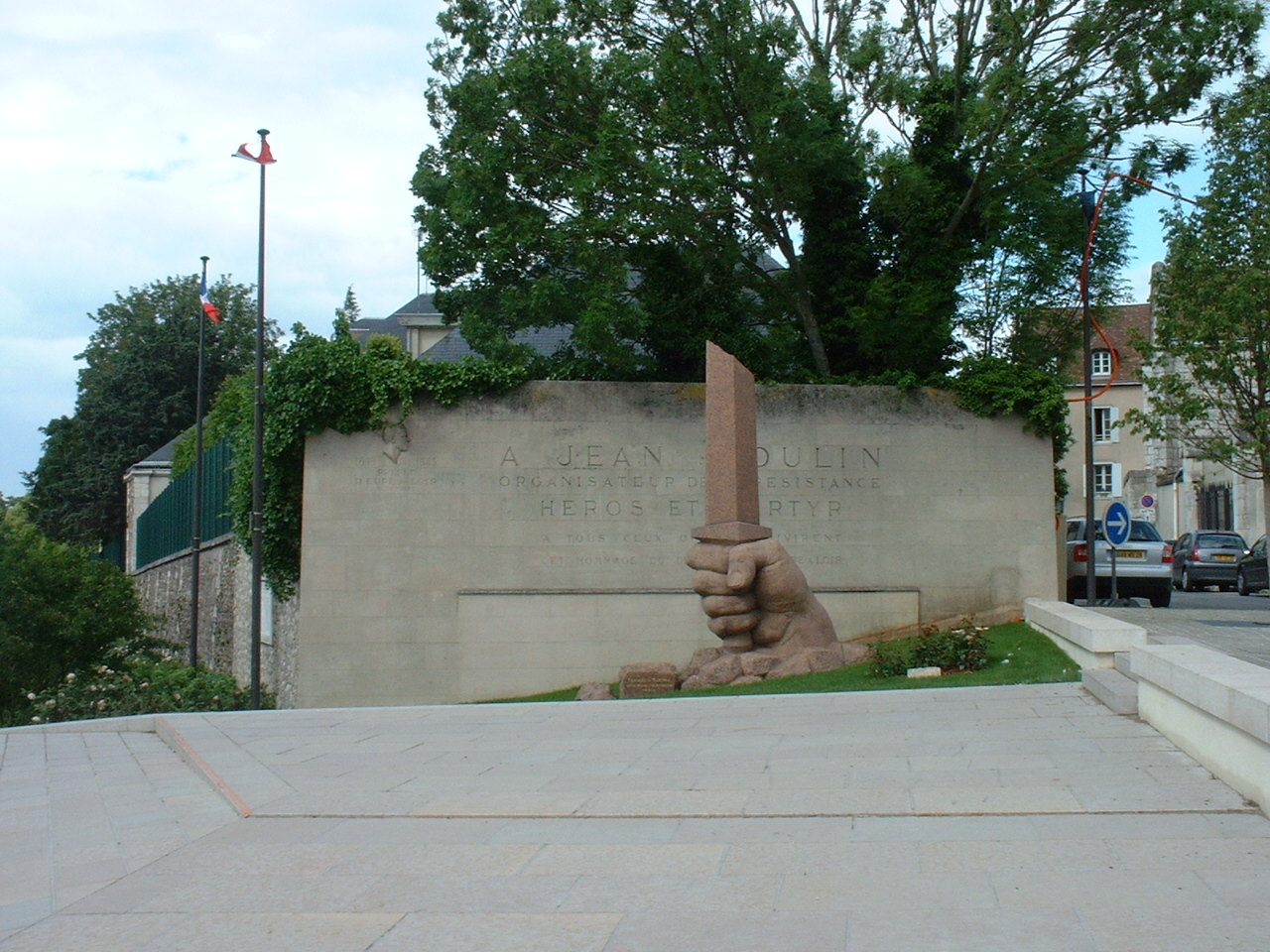
Monument voor Jean Moulin in Chartres

Jean Moulin (Béziers, 20 juni 1899 - nabij Metz, 8 juli 1943)
was een belangrijk persoon in het Franse verzet tijdens de Tweede Wereldoorlog.
Vanwege zijn grote moed staat hij vandaag de dag in Frankrijk bekend als een symbool van de verzetsbeweging.

## Biografie

### Vóór de oorlog
Moulin werd geboren in Béziers in Frankrijk en ging in 1918 in het Franse leger. De Eerste Wereldoorlog liep al ten einde waardoor hij geen actie meemaakte. Na de oorlog ging hij verder met zijn studie rechten en studeerde af in 1921. Hij trouwde met Marguerite Cerruti in september 1926, maar het paar scheidde in 1928. In 1930 werd hij de onderprefect van Châteaulin. Hij schreef tijdens die periode ook politieke satires in de krant Le Rire onder het pseudoniem Romanin. In januari 1937 werd hij prefect in het département Aveyron.

### Het verzet
In 1939 werd Moulin prefect van het département Eure-et-Loir. De Duitsers arresteerden hem in juni 1940, omdat hij weigerde een Duits document te ondertekenen. Dit document legde de schuld van een bloedbad ten onrechte bij Senegalese soldaten uit het Franse leger.
In november 1940 beval het Vichy-regime alle prefecten om alle linkse burgemeesters te ontslaan. Toen Moulin dit weigerde werd hij zelf uit zijn ambt gezet. Hij vertrok toen naar Saint-Andiol in Bouches-du-Rhône en voegde zich bij het Franse verzet.
Moulin kwam in september 1941 in Londen aan en gebruikte het pseudoniem Joseph Jean Mercier. Hij ontmoette Generaal Charles de Gaulle, die hem vroeg om de verscheidene verzetsgroepen samen te brengen. Op 1 januari 1942 werd hij geparachuteerd boven de Franse Alpilles.
Onder zijn codenamen Rex en Max legde hij contact met leiders van verzetsgroepen. Onder andere:
- Henri Frenay (Combat)
- Emmanuel d'Astier (Libération)
- Jean-Pierre Lévy (Francs-Tireur)
- Pierre Villon (Front National") - Niet dezelfde als de huidige Front National
- Pierre Brossolette (Comité d'Action Socialiste)

In februari 1943 ging Moulin terug naar Londen samen met Charles Delestraint die het hoofd was van de nieuwe Armée Secrète-groep.
Op 21 maart 1943 ging hij terug naar Frankrijk met orders om de Conseil National de la Résistance (CNR) te formeren. Een moeilijke taak, omdat elke verzetsbeweging onafhankelijk wilde blijven. De eerste bijeenkomst van de CNR vond plaats in Parijs op 27 mei 1943.
Jean Moulin werd gearresteerd op 21 juni 1943 in Caluire-et-Cuire (Rhône), in het huis van dokter Frédéric Dugoujon, waar een bijeenkomst was met een groot deel van de verzetsleiders.
Tijdens ondervragingen in Lyon door Klaus Barbie (hoofd van de Gestapo aldaar) en later in Parijs gaf Moulin geen enkele informatie door aan de Duitsers.
Hij overleed later nabij Metz in een trein onderweg naar een concentratiekamp, dit ten gevolge van de gruwelijke martelingen die hij moest ondergaan. Barbie sloeg hem volgens getuigen in coma en mishandelde hem onherkenbaar.

### De legende
Moulin werd eerst begraven op de begraafplaats Père-Lachaise in Parijs. Op 19 december 1964 werd zijn as overgebracht naar het Panthéon in Parijs.
In Frankrijk zijn tal van straten, scholen en een universiteit (Lyon III) naar hem vernoemd.